# Уиллоуби, Кристофер, 10-й барон Уиллоуби де Эрзби
Кристофер Уиллоуби де-юре 10-й барон Уиллоуби де Эрзби (англ. Christopher Willoughby, 10th Baron Willoughby de Eresby; 1453 — 1498/1499) — английский аристократ; наследник баронского титула Уиллоуби де Эрзби.

## Биография
Кристофер Уиллоуби родился в 1453 году в семье сэра Роберта Уиллоуби из Пархэма и Сесили Уэллс и был младшим из двоих сыновей пары. По отцу Кристофер был правнуком Уильяма Уиллоуби, 5-го барона Уиллоуби де Эрзби, и Люси ле Стрейндж; по матери — внуком Лайонела Уэллса, 6-го барона Уэллса, и его первой жены Джоан Уотертон. В апреле 1447 года Лайонел Уэллс женился на Маргарет Бошан из Блетсо, которая позднее стала по женской линии бабкой первого короля из династии Тюдоров Генриха VII, что сделало Кристофера некровным родственником новой королевской династии.
Отец Кристофера умер в 1465 году; на тот момент его наследником был старший сын Роберт, но поскольку Роберт был несовершеннолетним, управление владениями Уэллсов из Пархэма и выбор будущей жены были поручены Хью Фенну и сэру Уильяму Дженни. Роберт умер в 1467 году, когда Кристоферу было четырнадцать лет; как и в ситуации со старшим братом мальчика, управление имуществом и выбор супруги был поручен тем же людям — Фенну и Дженни. По их решению в 1470 году Кристофер был направлен для обучения в Линкольнс-Инн во время второго семестра, длившегося с 1 по 9 воскресенье после праздника Святой Иларии. В июле 1474 года Кристофер стал совершеннолетним и получил в собственное управление земли, унаследованные им после смерти отца и брата.
Примерно в то же время, когда Кристофер достиг зрелости, умерла его троюродная сестра Джоан, формально носившая титулы баронессы Уэллс и Уиллоуби де Эрзби. Точная дата её смерти неизвестна, однако историки полагают, что она была мертва на тот момент, когда в январе-марте 1475 года парламент посмертно лишил её отца Ричарда Уэллса, 7-го барона Уэллса, и брата Роберта Уэллса, 8-го барона Уиллоуби де Эрзби, всех наград, привилегий и баронских титулов, которые после смерти Джоан должны были унаследовать её дядя по отцу Джон Уэллс, виконт Уэллс (баронство Уэллс) и собственно сам Кристофер (баронство Уиллоуби де Эрзби). По мнению историков, это лишение титулов было гарантией того, что супруг Джоан, Ричард Гастингс, получит её владения после её смерти в пожизненное пользование, что и произошло 23 января 1475 года.
7 июля 1483 года в честь коронации Ричарда III Кристофер был посвящён в рыцари Бани. Это позволило ему полагать, что Ричард III отменит лишение прав Уэллсов, и что Уиллоуби сможет унаследовать положенный ему титул, однако этого не последовало. Вместо этого Кристофер получил назначение в различные комиссии (в том числе судебную) в Суффолке в 1483 году; он заседал в этих комиссиях вплоть до 1497 года. В отличие от другого наследника титулов и владений Уэллсов, Джона Уэллса, поднявшего восстание против короля, Кристофер спокойно перенёс тот факт, что не получит наследство. Он заседал в комиссиях и кропотливо выполнял порученную ему работу. С приходом к власти в 1485 году Генриха VII акт о лишении прав Роберта и Ричарда Уэллсов был отменён парламентом. Кристоферу, который, как и его мать, находился в хороших отношениях с Тюдорами, были переданы титул и владения баронов Уиллоуби де Эрзби, которые он должен был унаследовать после смерти Джоан Уэллс.
25 ноября 1487 года Кристофер присутствовал на коронации Елизаветы Йоркской. В том же году он участвовал в подавлении восстания графа Линкольна, Ламберта Симнела и их сторонников: вместе со своими людьми он сражался в заключительной битве войны Алой и Белой розы — при Стоук-Филд. Кристофер умер в период между 1 ноября 1498 года и 13 июля 1499 года: 1 ноября 1498 года он подписал завещание, которое было оглашено 13 июля следующего года. При этом некоторые источники сообщают, что в 1499 году он стал сонаследником своего дяди виконта Уэллса. Кристофер Уиллоуби был похоронен рядом с отцом в монастыре близ деревушки Кэмпси Эйш в Суффолке.

### Брак и дети
До 28 марта 1482 года Кристофер женился на Маргарет Дженни (ум. 1515/1516), дочери сэра Уильяма Дженни из Нодисхолла в Суффолке и его первой жены Элизабет Коуз. В этом браке родилось девять сыновей и три дочери:
- Уильям (1482—1526) — 11-й барон Уиллоуби де Эрзби. Был дважды женат: первым, бездетным, браком — на Мэри Хасси, младшей дочери главного судьи королевского двора Уильяма Хасси[англ.] и Элизабет Беркли; вторым — Марии де Салинас, испанской фрейлине королевы Екатерины Арагонской. Во втором браке у Уильяма родился только один ребёнок — дочь Кэтрин, которая первым браком была замужем за Чарльзом Брендоном, герцогом Саффолк, и унаследовала титул и владения отца[26].
- Элизабет (р. ок. 1483) — была замужем за Уильямом Эром[англ.], бароном Эром, от которого родила троих сыновей и трёх дочерей[27].
- Кристофер (ум. 1538/1540) — был женат на Элизабет Тейлбойз, младшей дочери Джорджа Тейлбойза и Элизабет Гаскойн. В этом браке родился только один ребёнок — сын Уильям[англ.], получивший в 1547 году титул барона Уиллоуби из Пархэма[англ.][28][29].
- Джон — был женат на Сесили Уэнтворт, вдове сквайра Роберта Саутуэлла[29].
- Томас (ум. 1545) — главный судья общей юрисдикции[англ.]. Был женат на Бриджит Рид, дочери главного судьи общей юрисдикции Роберта Рида[англ.] и Маргарет Элфи. В этом браке родился сын Роберт Уиллоуби, который служил исполнителем воли короля Генриха VII[28][29].
- Кэтрин — была замужем за сэром Джоном Хейденом, который возглавлял джентри в Норфолке при короле Генрихе VIII[9].
- Маргарет — была замужем за сэром Томасом Тиррелом, от которого родила сына и дочь[15].
- Роберт — клирик[29].
- Джордж[29]
- Ричард[9]
- Эдмунд[9]
- Хью[9]